# Ziethen (Lauenburg)
Ziethen település Németországban, Schleswig-Holstein tartományban. Lakosainak száma 1145 fő (2023. december 31.). Ziethen Ratzeburg és Mechow községekkel határos.

## Népesség
A település népességének változása:
| Lakosok száma | 678  | 1080 | 1116 | 1115 | 1140 | 1145 |
|               | 1975 | 2017 | 2019 | 2021 | 2022 | 2023 |